# A Republikanska futbolna grupa 1990-1991
L'edizione 1990-91 della A PFG vide la vittoria finale dell'FK Etăr, che conquistò il suo primo titolo.
Capocannonieri del torneo furono Ivajlo Jordanov del Lokomotiv Gorna Orjahovica e Petăr Mihtarski del Levski Sofia con 20 reti.

## Classifica finale
|    | Classifica                 | G  | V  | N  | P  | GF | GS | Dif | Pt |
| -- | -------------------------- | -- | -- | -- | -- | -- | -- | --- | -- |
| 1  | FK Etăr                    | 30 | 18 | 8  | 4  | 49 | 21 | +28 | 44 |
| 2  | CSKA Sofia (C)             | 30 | 14 | 9  | 7  | 51 | 28 | +23 | 37 |
| 3  | Slavia Sofia               | 30 | 14 | 9  | 7  | 48 | 29 | +19 | 37 |
| 4  | Lokomotiv Sofia            | 30 | 13 | 10 | 7  | 50 | 36 | +14 | 36 |
| 5  | Botev Plovdiv              | 30 | 13 | 10 | 7  | 49 | 41 | +8  | 36 |
| 6  | Levski Sofia (CB)          | 30 | 12 | 9  | 9  | 51 | 38 | +13 | 33 |
| 7  | Černomorec Burgas          | 30 | 11 | 8  | 11 | 41 | 50 | -9  | 30 |
| 8  | Lokomotiv Gorna Orjahovica | 30 | 13 | 3  | 14 | 42 | 39 | -3  | 29 |
| 9  | Beroe Stara Zagora         | 30 | 10 | 7  | 13 | 38 | 41 | -3  | 27 |
| 10 | Minjor Pernik (N)          | 30 | 10 | 7  | 13 | 36 | 44 | -8  | 27 |
| 11 | Lokomotiv Plovdiv          | 30 | 9  | 9  | 12 | 34 | 42 | -8  | 27 |
| 12 | Pirin Blagoevgrad          | 30 | 11 | 4  | 15 | 38 | 40 | -2  | 26 |
| 13 | Sliven                     | 30 | 9  | 8  | 13 | 39 | 49 | -10 | 26 |
| 14 | Jantra Gabrovo (N)         | 30 | 9  | 8  | 13 | 31 | 44 | -13 | 26 |
| 15 | Dunav Ruse                 | 30 | 8  | 6  | 16 | 23 | 42 | -19 | 22 |
| 16 | Haskovo (N)                | 30 | 7  | 3  | 20 | 27 | 63 | -36 | 17 |

- (C) Campione nella stagione precedente
- (N) squadra neopromossa
- (CB) vince la Coppa di Bulgaria

### Verdetti
- FK Etăr Campione di Bulgaria 1990-91.
- Dunav Ruse e Haskovo retrocesse in B PFG.

### Qualificazioni alle Coppe europee
- Coppa dei Campioni 1991-1992: FK Etăr qualificato.
- Coppa UEFA 1991-1992: CSKA Sofia e Slavia Sofia qualificate.